# Monopis crocicapitella
Monopis crocicapitella là một loài bướm đêm thuộc họ Tineidae. Nó được mô tả lần đầu từ đông Mỹ.
Sải cánh dài 10–16 mm. Màu nền của cánh sau xám hơi trắng. Ở tây âu, con trưởng thành bay từ tháng 6 đến tháng 10.
Ấu trùng ăn xác động vật khô và chất thải rau.